# Bronz (hudební skupina)

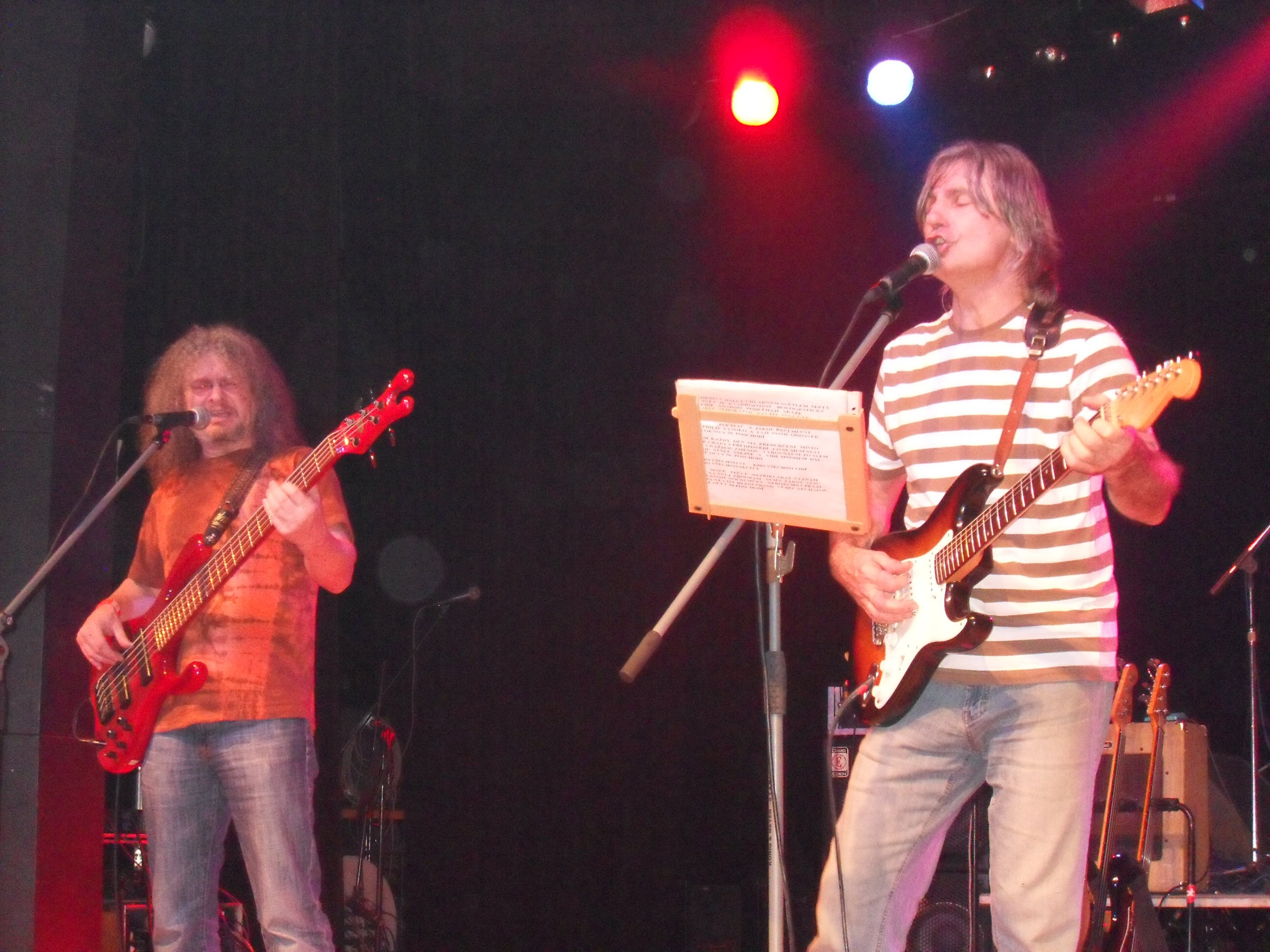
František Drápal a Pavel Váně (2010)

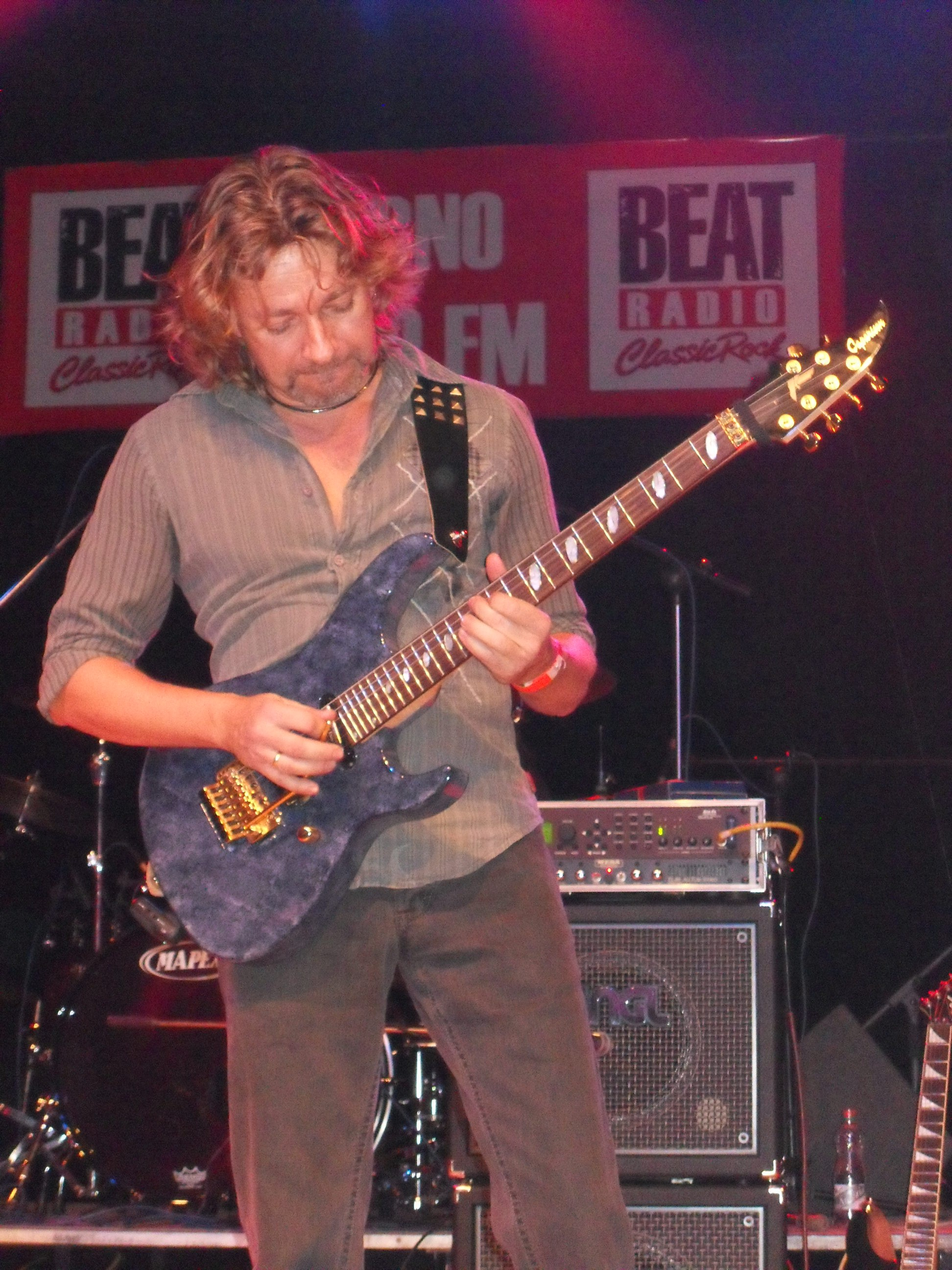
Michal Pospíšil (2010)

Bronz je brněnská rocková skupina působící v první polovině 80. let 20. století. Její frontman, kytarista a zpěvák Pavel Váně, kapelu v roce 2008 v pozměněné sestavě pro příležitostné koncertování obnovil.

## Historie skupiny
Kytarista a zpěvák Pavel Váně v roce 1980 odešel kvůli tvůrčím a osobním neshodám ze skupiny Progres 2, kterou v roce 1968 spoluzakládal. Nedlouho poté založil vlastní kapelu Bronz, která se zpočátku stylově odlišovala od art rockových kompozic Progres 2. Dalšími členy Bronzu se po rychlém vystřídání několika hudebníků stali klávesista Daniel Forró, který pod svým občanským jménem Karel Horký hrával s Váněm v Progres 2, a perkusionista Richard Lašek (* 17. ledna 1954). Skupina hrála pouze v tomto tříčlenném obsazení, o basovou linku se střídali Forró na klávesy a Váně na baskytaru. Lašek nebyl klasickým bubeníkem a postupně si vypracoval svůj vlastní, osobitý styl.
První koncert Bronz odehrál zřejmě 11. března 1981, pravidelněji začal koncertovat ve druhé polovině toho roku. 22. prosince 1981 proběhla v brněnském divadle Reduta premiéra audiovizuálního programu Zimní království. Koncerty se od té doby skládaly ze dvou částí. V první polovině kapela hrála „jednodušší bigbít – snad místy až s lehkým punkovým nádechem“, druhou část vystoupení zabralo Zimní království opět ovlivně art rockem, ale i novou vlnou či folkem.
V roce 1982 nadále Bronz úspěšně koncertoval, vystupoval na různých festivalech, hrál společně s Pražským výběrem, Framusem 5, Katapultem, občas i s „konkurenčními“ Progres 2. V březnu 1983 ale vyšlo šesté číslo toho ročníku časopisu Tribuna, kde byl publikován článek „Nová vlna se starým obsahem“. Podepsán byl vymyšlený Jan Krýzl, přičemž tento pamflet měl zlikvidovat novovlnné skupiny. Zmíněn v něm byl i Bronz, kterému tak začaly být odříkávány koncerty apod. Kapela se tomu bránila např. změnou názvu na „Pavel Váně se skupinou“. Nakonec došlo i k personálním výměně, odešel Richard Lašek, místo něho nastoupil bubeník Jiří Obzina a nově přišel také baskytarista František Drápal zvaný Goliš. V této podobě kapela odehrála koncerty v letech 1983 a 1984, koncem toho roku ale byla její činnost definitivně ukončena.
Bronz v původní trojčlenné podobě stihl natočit a vydat pouze dva singly. Po zániku skupiny nahrál Pavel Váně v roce 1985 se spoluhráči ve svém domácím studiu album Zimní království, které v roce 1986 vydalo vydavatelství Panton, čímž vytvořilo definitivní tečku za Bronzem.
V roce 2007 připravil Pavel Váně pro vydání u FT Records reediční kompilační album The Best of..., které zahrnuje veškerou vydanou tvorbu Bronzu a některé nevydané skladby. Při příležitosti křtu několika vydaných desek se 4. června 2008 odehrál v brněnské Musilce koncert skupin VKV, Bronz, Taxi a Synkopy 61. Znovuobnovený Bronz vystoupil v sestavě Pavel Váně (kytara, zpěv), Roman Jež (klávesy), Dalibor Dunovský (baskytara) a Pavel Bříza (bicí). Skupina začala příležitostně vystupovat, Dunovského později vystřídal Pavel Pelc.
V roce 2009 se změnilo obsazení na současné: Pavel Váně (kytara, zpěv), Michal Pospíšil (kytara), František Drápal (baskytara, vokály), Petr Klim (bicí). Kapela občas koncertuje, její repertoár tvoří skladby původního Bronzu (s odlišným „soundem“) a některé Váněho písně pro Progres 2.

## Diskografie
Studiové album
- Zimní království (1986)

Kompilace
- The Best of... (2007)

Singly
- „Spěchá se, spěchá“ (1982)
- „Poprvé v Praze“ (1983)